# Rytidosperma thomsonii
Rytidosperma thomsonii är en gräsart som först beskrevs av Buchan., och fick sitt nu gällande namn av Henry Eamonn Connor och Elizabeth Edgar. Rytidosperma thomsonii ingår i släktet kängurugräs (släktet), och familjen gräs. Inga underarter finns listade i Catalogue of Life.